# Le Mans (quận)
Quận Le Mans là một quận của Pháp, nằm ở tỉnh Sarthe, ở vùng Pays de la Loire của Pháp. Quận này có 12 tổng và 48 xã.

## Các đơn vị hành chính

### Các tổng
Các tổng của quận Le Mans là: 
1. Allonnes
2. Ballon
3. Écommoy
4. Le Mans-Centre
5. Le Mans-Est-Campagne
6. Le Mans-Nord-Campagne
7. Le Mans-Nord-Ouest
8. Le Mans-Nord-Ville
9. Le Mans-Ouest
10. Le Mans-Sud-Est
11. Le Mans-Sud-Ouest
12. Le Mans-Ville-Est

### Các xã
Các xã của quận Le Mans, và mã INSEE là: 
| 1. Aigné (72001)                   | 2. Allonnes (72003)                 | 3. Arnage (72008)               | 4. Ballon (72023)                 |
| 5. La Bazoge (72024)               | 6. Beaufay (72026)                  | 7. Brette-les-Pins (72047)      | 8. Challes (72053)                |
| 9. Changé (72058)                  | 10. La Chapelle-Saint-Aubin (72065) | 11. Chaufour-Notre-Dame (72073) | 12. Coulaines (72095)             |
| 13. Courcebœufs (72099)            | 14. Courcemont (72101)              | 15. Écommoy (72124)             | 16. Fay (72130)                   |
| 17. La Guierche (72147)            | 18. Joué-l'Abbé (72150)             | 19. Laigné-en-Belin (72155)     | 20. Le Mans (72181)               |
| 21. Marigné-Laillé (72187)         | 22. La Milesse (72198)              | 23. Moncé-en-Belin (72200)      | 24. Montbizot (72205)             |
| 25. Mulsanne (72213)               | 26. Neuville-sur-Sarthe (72217)     | 27. Parigné-l'Évêque (72231)    | 28. Pruillé-le-Chétif (72247)     |
| 29. Rouillon (72257)               | 30. Ruaudin (72260)                 | 31. Saint-Biez-en-Belin (72268) | 32. Saint-Georges-du-Bois (72280) |
| 33. Saint-Gervais-en-Belin (72287) | 34. Sainte-Jamme-sur-Sarthe (72289) | 35. Saint-Jean-d'Assé (72290)   | 36. Saint-Mars-d'Outillé (72299)  |
| 37. Saint-Mars-sous-Ballon (72301) | 38. Saint-Ouen-en-Belin (72306)     | 39. Saint-Pavace (72310)        | 40. Saint-Saturnin (72320)        |
| 41. Sargé-lès-le-Mans (72328)      | 42. Savigné-l'Évêque (72329)        | 43. Souillé (72338)             | 44. Souligné-sous-Ballon (72340)  |
| 45. Teillé (72349)                 | 46. Teloché (72350)                 | 47. Trangé (72360)              | 48. Yvré-l'Évêque (72386)         |